# Đế Minh
Đế Minh (chữ Hán: 帝明) là một nhân vật mang tính truyền thuyết của vùng Đông Á. Theo Đại Việt Sử ký Toàn thư, chép tại Kỷ Hồng Bàng Thị thì ông là cháu ba đời của Viêm Đế họ Thần Nông. Ông là cha của Đế Nghi, sau này nhân đi tuần phương nam, đến Ngũ Lĩnh lấy con gái Vụ Tiên, sinh ra Lộc Tục (Kinh Dương Vương). Đế Minh thấy Lộc Tục thông minh lanh lợi định truyền ngôi cho nhưng Lộc Tục không chịu nên ông đã chia đất nước làm 2 phần lấy sông Dương Tử làm giới tuyến, phía bắc giao cho Đế Nghi còn phía nam giao cho Lộc Tục gọi là nước Xích Quỷ.